# Baran Kosari
Baran Kosari (in persiano: باران کوثری‎; Teheran, 17 ottobre 1985) è un'attrice iraniana.

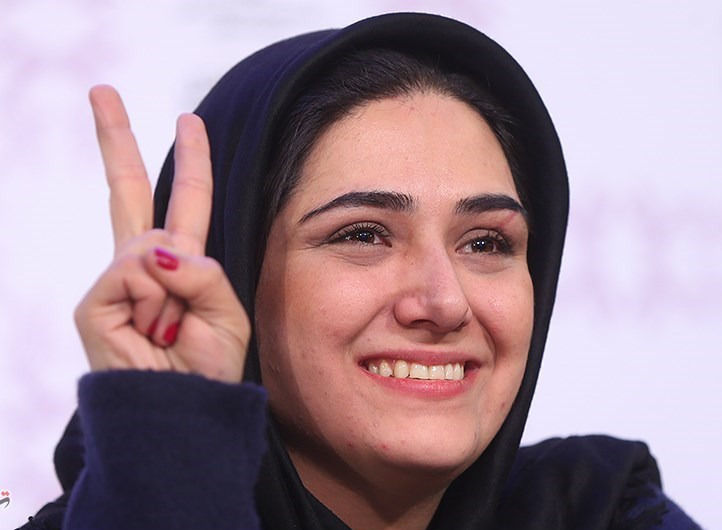
Baran Kosari(2016)

È figlia della regista Rakhshan Bani-Etemad, e del produttore Jahangir Kosari.

## Biografia
Laureatasi alla Soureh Academy, debutta al cinema nel 1991 con Behtarin Babaye Donya (Il miglior papa del mondo). In seguito appare in altri film come Nargess (1991), Rusariye Abi (1994), Banuye Ordibehesht (1997), Ghessehaye Kish, Zire Puste Shahr (2000) ed il documentario Ruzgare Ma (2001).
Baran Kosari ha anche lavorato come attrice teatrale in rappresentazioni come In Over The Mirror (1997), con la regia di Azita Hajian.

## Filmografia

### Cinema
- Behtarin Babaye Donya (1991)
- Nargess (1991)
- Rusariye Abi (1994)
- Banuye Ordibehesht (1997)
- Ghessehaye Kish - episodio Barano Bumi (1998)
- Zire Puste Shahr (2000)
- Zire Puste Baran - documentario (2000)
- Ruzgare Ma (2001)
- Raqs dar ghobār, regia di Asghar Farhadi (2003)
- Barge Barandeh (2003)
- Khabgahe Dokhtaran (2004)
- Gilaneh (2004)
- Taghato (2005)
- Hashiyeye Markazi - documentario (2005)
- Kheng Abad (2006)
- Nasle jaduei (2006)
- Khoon Bazi (2006)
- Ruze Sevom (2006)
- Tofighe Ejbari (2007)
- Ablah - cortometraggio (2007)
- Shirin (documentary - 2007)
- Dayereh Zangi (2007)
- Katuniye Sefid (2007)
- Heyran (2008)
- Mizak (2008)
- Postchi se Bar Dar Nemizanad (2008)
- Hich (2009)
- Lotfan Mozahem Nashavid (2009)
- Gheseye Pariya (2010)
- Man Madar Hastam (2010)
- Asb heyvan-e najibi ast (2010)
- Gheseha (2011)
- Boghz (2011)
- Azmayeshgah (2012)
- Asabani Nistam! (2014)

### Televisione
- Bogzar Aftab Barayad (1998)
- Sahebdelan (2006)

## Teatro
- An Suye Ayeneh (1997)
- Dar Miyane Abrha (2005)
- Quartet (2007)

## Premi
- Miglior attrice / Prima nazionale di giovani iraniani Film Festival / Ablah / 2010
- Miglior Attrice Teenage / Critico Scegli / Barano Bumi, Zire Puste Shahr / 2000
- Miglior Attrice / 11 Celebrazione Iran Cinema / Khoon Bazi / 2007
- Miglior Attrice / 25a Fajr Film Festival / Concorso Iran / Khoon Bazi, Ruze Sevom / 2007
- Diploma / 25a Fajr Film Festival / Concorso Internazionale / Khoon Bazi / 2007

## Altre Attività
- Festival arbitro17a Teenage Film Festival (Isfahan - 2002)
- Scena segretario (Gilaneh - 2004)
- sceneggiatura scrittore(Ablah - 2007)